# Touba (Guinée)
Pour les articles homonymes, voir Touba.
Touba est un village du Fouta-Djalon en Guinée située dans la région de Boké, au nord-ouest du pays. C'est un haut-lieu de l'islam en Afrique de l'Ouest.

## Histoire
La ville de Touba, de l'arabe الدولة توبا, centre religieux et culturel  a été fondé en 1815 par l'imam Salim Muhammad Fatim plus communément appelé « Karamokho Ba, grand maître ». L'imam Salim est un descendant de la tribu du Prophète de l'islam Mahomet par le biais de Hazrat Omar ibn al-Khattab, qui fut cousin du prophète de la 4e génération. Selon la tradition musulmane, le Calife Omar ibn al-Khattab est un membre de la famille du Prophète par ses alliances avec ce dernier (Mahomet s'est marié avec Hafsa bint Omar, Omar s'est marié avec Umm Khulthum fille de Ali ibn Abi Talib)[réf. nécessaire]. Ses descendants se succèdent héréditairement à la tête des différentes Zawiyya de Touba.

## Familles de Touba
Les familles principales Diakhankés et Soninkés, sont descendantes des sahabas et de la famille du prophète, l'Ahl al-Bayt, un des plus hauts rangs de l'islam. Leurs descendants y sont encore présents.
On peut citer parmi celles-ci :

- la Maison Kounta, descendante de Ben Nafi.
- la Maison Sylla-chérif, descendante de Al-Abbas Ibn Abd al-Muttalib (Ahl Al Bayt, abbassides).
- la Maison Haïdara-chérif, descendante de Ayyoub Al Ansar et des hachémites (Ahl Al Bayt, chorfas hassanis). Haïdara vient de l'arabe ''Haydar'', qui est l'un des surnoms de l'Imam Ali ibn Abi Talib, ancêtre de la maison.

À noter que les deux dernières familles sont d'ascendance hachémite. Les chefs de maisons portent le titre d'imam et de sultan. Ils sont qualifiés de Calife et de Waliy (« saint ») lorsqu'ils ont atteint le pôle ultime.
Les autres familles telles que Souaré, Dramé, Fadiga, Savané, Sakho, Touré, etc. sont d'ethnie diakhanké, descendante de El Hadj Salim Souaré, mais d'origine Soninkes[réf. nécessaire]. La famille Guirassy de Touba est descendante des Diaby par le biais de Lalla Khadija Diaby[réf. nécessaire]. Selon la tradition sunnite, les familles membres de l'Ahl al-bayt de Touba sont interdites d'aumône obligatoire (zakât).  
Une des branches de la famille Diaby est une chefferie appelée Walad Sidi Salim car elle descend non seulement de Omar ibn al-Khattab, mais aussi des hachémites par les Sylla et Haïdara. Elle est unique en son genre dans l'histoire de Touba, ses membres sont rares et indépendants de toutes les autres familles de Touba, et garantit son allégeance au '''Tunka''' (Roi), représentant en tant que descendant par le sang de l'Ahl al-bayt. Ils suivent la voie de la Qadiriyya et portent le titre d'Altesse Royale. Ils sont réputés redoutables et impitoyables. De toutes les familles de Touba et même parmi la famille dirigeante des Diaby, ils sont les plus redoutés à tous les niveaux. L'actuel roi et sa tribu seraient, dit-on, introuvables à l'heure actuelle.

### Aujourd'hui
Aujourd'hui, les descendants des familles de Touba sont dispersées aux quatre coins du monde, essentiellement en Asie, en Amérique, en Afrique et en Europe. À Kolda, au Sénégal, est célébré le Ziarra annuelle de Hadj « Karan » Khalifa Diaby, Calife et Imam de la communauté musulmane de Kolda, ainsi que 5e descendant de l'imam Salim et 25e petit-fils du Calife Omar. 
C'est la plus importante cérémonie religieuse de la communauté islamique de Kolda, organisée en mémoire de l'imam Khalifa, qui fut aux yeux de tous le modèle exemplaire de l'homme musulman. On raconte[Qui ?] qu'il était un homme très érudit, non seulement très respectueux des traditions musulmanes sans rien y modifier, mais aussi très accessible et ouvert au dialogue. Il était aussi opposé à toute forme de violence au nom de l'islam, ainsi qu'à toute forme d'innovation.[réf. nécessaire]

À Koubia est célébré le Ziarra annuel de Karan Yadaly Diaby, imam de Koubia. Et à Touba est célébré celui de l'imam Sidi Salim.

## Religion
Les habitants de Touba sont musulmans sunnites. Touba étant un berceau du soufisme, leur tariqa est la Qadiriyya de Moulay Abd al Qadir al-Jilani. L'imam Salim étant  Wali de Touba, sa silsila (lignée suprême) remonte directement à Mahomet via Ali ibn Abi Talib et Abd al Qadir al-Jilani.

## Personnalités nées ou liées à Touba
- Kalifa Gassama Diaby, ancien ministre des Droits de l'Homme
- Serhou Guirassy, footballeur international guinéen
- Mouctar Diakhaby, footballeur international guinéen
- Abdoulaye Touré, footballeur international guinéen
- Dembo Sylla, footballeur international guinéen
- Ibrahim Diakité, footballeur international guinéen
- Bafodé Diakité, footballeur français d'origine guinéenne
- Sounkamba Sylla, athlète française d'origine guinéenne